# 俞复
俞复（1856年—1943年），男，字仲还，江苏无锡人。中国清末民初出版家。

## 生平
1906年，俞复参与创办文明书局并任经理。在任经理期间出版了中国第一部小学课本——蒙学课本七编（无锡三等学堂朱树人等编）。1912年，俞复帮助陆费逵、陈协恭等人创办了中华书局。辛亥革命之后，俞复一度担任无锡县知事。1915年，文明书局并入中华书局，俞复曾任中华书局董事、印刷所所长。1919年，俞复组织中国灵学研究会宣传灵学反对科学。1927年，俞复从中华书局离职。